# گاوآهن (خداآفرین)
گاوآهن یا (گاوایین) یکی از روستاهای استان آذربایجان شرقی است که در دهستان کیوان بخش مرکزی شهرستان خداآفرین واقع شده‌است.
در آستانه انقلاب سفید، که نقشی عمده در فروپاشی نهایی ساختار ایلی ایران داشت، تیره‌ای از ایل
محمد خانلو، شامل ۵۰    خانوار، از روستای گاوآهن بعنوان قشلاق استفاده می‌کردند.